# North Amityville
North Amityville – jednostka osadnicza w Stanach Zjednoczonych, w stanie Nowy Jork, w hrabstwie Suffolk.